# 魚台谷亭戰鬥
魚台谷亭戰鬥發生於1928年4月10日－4月16日，交戰地點則是在中國魯南，是中華民國北洋政府時期的戰鬥之一。魚台谷亭戰鬥的交戰雙方，一方為國民革命軍，另一方北洋孫傳芳部。

## 參看
- 中華民國北洋政府時期內戰戰鬥列表